# Anton Menger

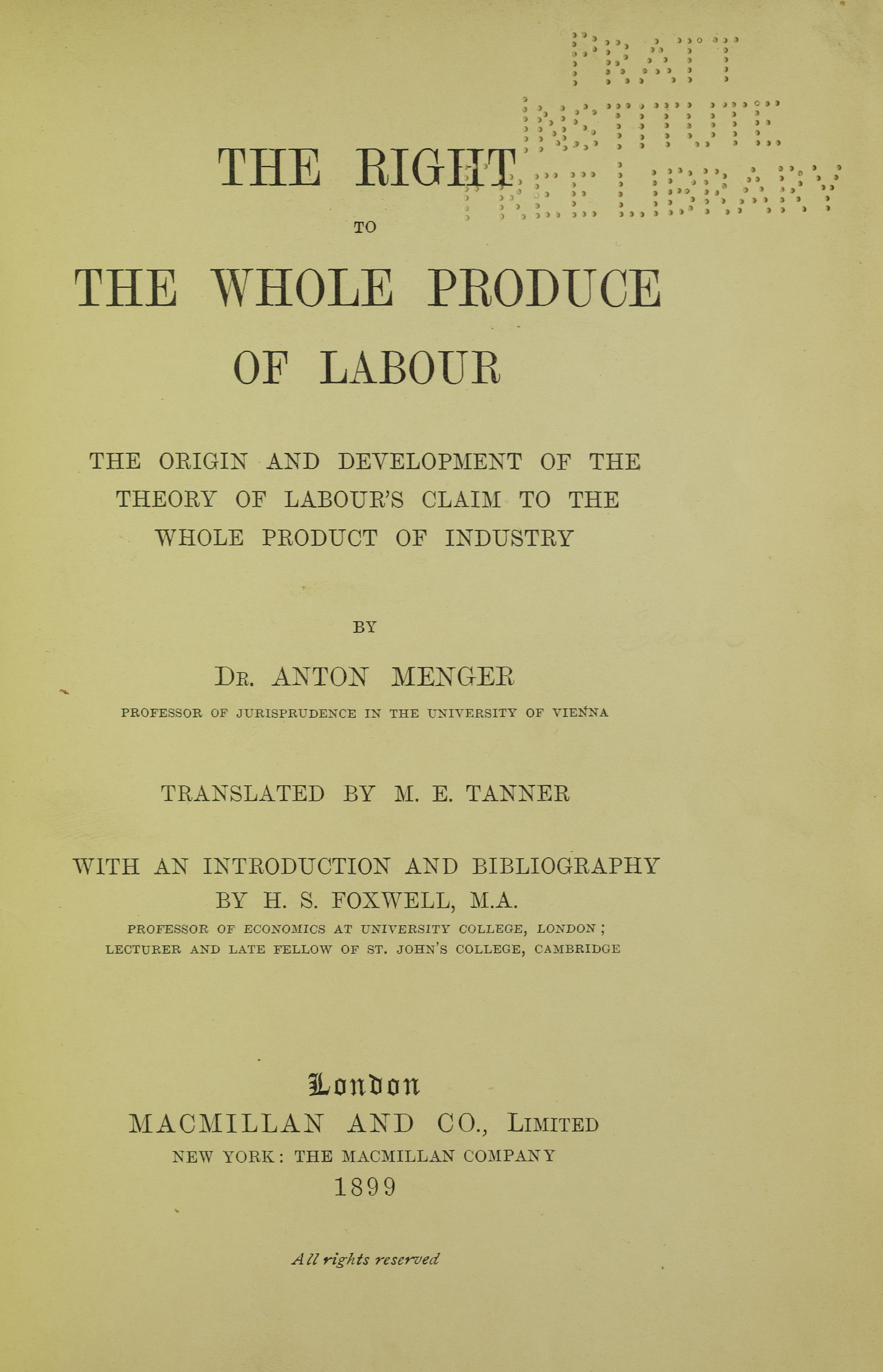
Recht auf den vollen Arbeitsertrag in geschichtlicher Darstellung, 1899

Anton Menger (Maniów, 12 de setembro de 1841 - Roma, 6 de fevereiro de 1906) foi um jurista e teórico social austríaco, conhecido por adotar o socialismo jurídico, sendo adepto de crenças de justiça social, porém não possuindo inclinação marxista.